# Fritz Thiedemann
Fritz Thiedemann (ur. 3 marca 1918 w Weddinghusen, zm. 8 stycznia 2000 w Heide) – niemiecki jeździec sportowy, wielokrotny medalista olimpijski.
Startował w konkurencji skoków przez przeszkody, ale także ujeżdżeniu. Pierwszy medal olimpijski zdobył w 1952, ostatni 8 lat później, łącznie zgromadził ich cztery. Dwukrotnie, w roku 1953 i 1956 był medalistą mistrzostw świata. W Helsinkach zdobył dwa brązowe medale, pierwszy w skokach w konkurencji indywidualnej, drugi w drużynowym konkursie ujeżdżenia. Dwa razy zostawał mistrzem olimpijskim w drużynowym konkursie skoków.

## Starty olimpijskie (medale)
Helsinki 1952
- konkurs indywidualny: skoki (na koniu Meteor) – brąz
- konkurs drużynowy: ujeżdżenie (Chronist) – brąz

Melbourne (Sztokholm) 1956
- konkurs drużynowy: skoki (Meteor) – złoto

Rzym 1960
- konkurs drużynowy: skoki (Meteor) – złoto